# 奈迈什比克 (包尔绍德-奥包乌伊-曾普伦州)
奈迈什比克（匈牙利語：Nemesbikk）是匈牙利包尔绍德-奥包乌伊-曾普伦州所辖的一个村。总面积24.10平方公里，总人口1027，人口密度42.6人/平方公里（2011年1月1日）。